# Episoade Alias (Sezonul 4)
Acest articol conține rezumatul episoadelor, numele regizorului care a realizat episodul, precum și titlul episodului în alte limbi ale sezonului 4 din serialului Alias.
| Nr. | Titlul episodului                   | Data originală de difuzare |
| --- | ----------------------------------- | -------------------------- |
| 1   | Authorized Personnel Only: Partea 1 | 5 ianuarie, 2005           |
| 2   | Authorized Personnel Only: Partea 2 | 5 ianuarie, 2005           |
| 3   | The Awful Truth                     | 12 ianuarie, 2005          |
| 4   | Ice                                 | 19 ianuarie, 2005          |
| 5   | Welcome To Liberty Village          | 26 ianuarie, 2005          |
| 6   | Nocturne                            | 9 februarie, 2005          |
| 7   | Détente                             | 16 februarie, 2005         |
| 8   | Echoes                              | 23 februarie, 2005         |
| 9   | A Man Of His Word                   | 2 martie, 2005             |
| 10  | The Index                           | 9 martie, 2005             |
| 11  | The Road Home                       | 16 martie, 2005            |
| 12  | The Orphan                          | 23 martie, 2005            |
| 13  | Tuesday                             | 30 martie, 2005            |
| 14  | Nightingale                         | 6 aprilie, 2005            |
| 15  | Pandora                             | 13 aprilie, 2005           |
| 16  | Another Mister Sloane               | 20 aprilie, 2005           |
| 17  | A Clean Conscience                  | 27 aprilie, 2005           |
| 18  | Mirage                              | 4 mai, 2005                |
| 19  | In Dreams...                        | 11 mai, 2005               |
| 20  | The Descent                         | 18 mai, 2005               |
| 21  | Search And Rescue                   | 18 mai, 2005               |
| 22  | Before The Flood                    | 25 mai, 2005               |

## Authorized Personnel Only: Partea 1
Data originală de difuzare: 5 ianuarie, 2005
- Regizat de: Ken Olin
- Scris de: J.J. Abrams, Jeff Melvoin

Serialul începe cu o scenă cu Sydney dintr-un tren în mișcare. Ea se află într-o misiune împreună cu Vaughn pentru a recupera un izotop foarte instabil. În acest episod se desvăluie faptul că Sydney, Vaughn, Dixon și Jack au fost aleși de Sloane să facă parte dintr-o ramură secretă a CIA-ului, numită APO.

### Titluri internaționale
- Germană: Authorized Personnel Only, Teil 1
- Franceză: Jeu d'espions, première partie

## Authorized Personnel Only: Partea 2
Data originală de difuzare: 5 ianuarie, 2005
- Regizat de: Ken Olin
- Scris de: J.J. Abrams, Jeff Melvoin

După furtul și livrarea unei săbii antice, Sydney află că tatăl ei a omorât-o pe mama ei, pentru a împiedica un asasin să-i omoare fiica. Alături de Sydney, Jack, Vaughn și Dixon, Arvin Sloane îi mai recrutează la "APO" (Authorized Personnel Only) pe Marshall și pe Nadia. 

### Titluri internaționale
- Germană: Authorized Personnel Only, Teil 2
- Franceză: Jeu d'espions, deuxième partie

## The Awful Truth
Data originală de difuzare: 12 ianuarie, 2005
- Regizat de: Lawrence Trilling
- Scris de: Jesse Alexander

Sydney seduce un contrabandist de arme pentru a găsi un dispozitiv furat de la NSA. Membrii echipei se salvează unul pe altul, iar Sydney și Jack se ceartă deoarece Sydney vrea să-i spună Nadiei adevărul despre moartea mamei ei. Jack o manipulează pe Nadia pentru a omorî pe cineva, făcând-o să creadă că acea persoană i-a ucis mama. 

### Trivia
- Pe parcursul petrecerii cu ocazia zilei de naștere a lui Weiss, cântecul "You All, Everybody" poate fi auzit în fundal. Melodia este cântată de Drive Shaft, o trupă fictivă dintr-un alt serial al lui J.J. Abrams, Lost.

### Titluri internaționale
- Franceză: Cruelle vérité
- Germană: Furchtbare Wahrheit

## Ice
Data originală de difuzare: 19 ianuarie, 2005
- Regizat de: Jeffrey Bell
- Scris de: Jeffrey Bell

Vaughn merge sub acoperire ca un preot cu un trecut întunecat. El și Sydney plănuiesc să intercepteze o armă biologică, numită Ice Five (care cauzează cristalizarea apei din corp în mod instantaneu la temperatura camerei). Nadia are întrebări pentru Jack referitoare la mama ei, Irina Derevko.

### Titluri internaționale
- Germană: Ice
- Franceză: Cryo 5

## Welcome To Liberty Village
Data originală de difuzare: 26 ianuarie, 2005
- Regizat de: Kevin Hooks
- Scris de: Drew Goddard

Dându-se drept cetățeni ruși, Vaughn și Sydney sunt duși într-un "sat" din Rusia, care a fost construit după modelul unui oraș tipic american. Mai demult, a fost folosit pentru a antrena agenți KGB ca să se integreaze în societatea americană, dar acum este folosit de o celulă teroristă pentru a antrena agenți care să distrugă economia americană, folosind o armă cu puls electromagnetic. Marshall descoperă informații într-o carte folosită de Irina Derevko ca să-și contacteze agentul de legătură. Dintr-un oarecare motiv, un grup rusesc încearcă să o găsească pe Elena Derevko, sora Irinei.

### Titluri internaționale
- Germană: Willkommen in Liberty Village
- Franceză: Le village

## Nocturne
Data originală de difuzare: 9 februarie, 2005
- Regizat de: Lawrence Trilling
- Scris de: Jeff Pinkner

Sydney intră în contact cu un drog infecțios și suferă de halucinații mortale. Marcus Dixon îi spune lui Arvin Sloane că el îl suspectează că are planuri ascunse și îl amenință că îl va omorî atunci când va veni timpul. 

### Titluri internaționale
- Germană: Nocturne
- Franceză: Confusion mentale

## Détente
Data originală de difuzare: 16 februarie, 2005
- Regizat de: Craig Zisk
- Scris de: Monica Breen, Alison Schapker

Sydney își exprimă foarte clar sentimentul de ură față de Sloane pe parcursul misiunii de a intercepta un exploziv extrem de periculos, numit Black Thorine.

### Titluri internaționale
- Germană: Explosiv
- Franceză: Thorine noire

## Echoes
Data originală de difuzare: 23 februarie, 2005
- Regizat de: Dan Attias
- Scris de: André Nemec, Josh Appelbaum

Fostul agent K Directorate Anna Espinosa o răpește și o torturează pe Nadia. Sydney îi povestește Nadiei despre o profeție a lui Rambaldi care spune că ea și cu sora ei se vor lupta până când una dintre ele va muri. Sloane spune că Espinosa face parte din Cadmus Revolutionary Front, un grup obsedat de Rambaldi care vrea să îndeplinească profeția. Espinosa o împușcă pe Nadia, lăsând-o în comă. 

### Titluri internaționale
- Germană: Echos
- Franceză: Face à face

## A Man Of His Word
Data originală de difuzare: 2 martie, 2005
- Regizat de: Marita Grabiak
- Scris de: Breen Frazier

Bomba Annei Espinosa este asamblată și pregătită pentru vânzare. Sark pretinde că este un om care își respectă cuvântul dat și o ajută pe Sydney să o captureze pe Espinosa, în timp ce el își asigura evadarea. Jack o trezește pe Nadia din comă pentru a obține informații legate de Frontul Revoluționar Cadmus. Când Sloane îl confruntă, Jack pretinde, de asemenea, că iși respectă cuvântul dat. 

### Titluri internaționale
- Germană: Ein Mann ein Wort
- Franceză: Dernier recours

## The Index
Data originală de difuzare: 9 martie, 2005
- Regizat de: Lawrence Trilling
- Scris de: J.R. Orci, Alison Schapker

Sydney se folosește de cina organizată cu ocazia zilei de naștere a Nadiei, ca pretext, pentru a fura un cod de la telefonul lui Sloane. Sydney și Dixon află că Sloane i-a contactat pe foștii săi asociați din cadrul Alianța celor Doisprezece. Cei doi plănuiesc să dea CIA-ului un cod fals pentru data de baze codificată. Când Sloane aranjează o întâlnire cu vechii săi asociați, Jack le prezintă cheia de la Indexul Blackwell. Jack rămâne foarte surprins când vede că cheia nu funcționează; iar Nadia îl salvează din mâinile foștilor asociați. Jack și Sloane reușesc până la urmă să acceseze Indexul. Vaughn primește un pachet misterios de la o asistentă falsă, în timp ce își vizita la spital unchiul aflat în comă. Pachetul conținea un jurnal scris de tatăl lui, în care erau notate câteva date după moartea știută a acestuia. 

### Titluri internaționale
- German: Index
- Franceză: Intime conviction

## The Road Home
Data originală de difuzare: 16 martie, 2005
- Regizat de: Maryann Brandon
- Scris de: André Nemec, Josh Appelbaum

Jack își omoară un vechi prieten care urmează să primească o armă biometrică. Sydney se confruntă cu arma respectivă (un elicopter în miniatură care trage gloanțe automat) și salvează un cetățean inocent. Vaughn află că tatăl lui a fost un posibil trădător. 

### Titluri internaționale
- Germană: Kein Entrinnen
- Franceză: Service commande

## The Orphan
Data originală de difuzare: 23 martie, 2005
- Regizat de: Craig Zisk
- Scris de: Alison Schapker, Monica Breen

Acest episod dezvăluie mai multe lucruri despre trecutul Nadiei (când era orfană), despre recrutarea ei precum și despre trecutul celui care a recrutat-o, Roberto Fox. În căutarea tatălui său, Vaughn se întâlnește cu directoarea orfelinatului unde a stat Nadia, când a fost mică. Vaughn o întreabă dacă nu își amintește ceva lipsit din comun de pe vremea când tatăl său a stat la orfelinat. Aceasta îi spune că l-a auzit spunând ceva despre "Nightingale" ("Privighetoarea"). 
Notă: Sonia Braga joacă rolul Sophiei Vargas.

### Titluri internaționale
- Germană: Dunkel Vergangenheit
- Franceză: Cicatrices intérieures

## Tuesday
Data originală de difuzare: 30 martie, 2005
- Regizat de: Frederick E.O. Toye
- Scris de: Drew Goddard, Breen Frazier

Episodul începe în Havana. Sydney se întâlnește cu un informator, care, în timp ce dansează cu ea, îi spune informațiile de care are nevoie pentru a recupera un disc. Mai târziu, șoferul de taxi al lui Sydney este împușcat, iar ea este capturată de șeful informatorului. Informatorul este împușcat în cap, iar Sydney este apoi îngropată de vie într-un sicriu din mijlocul unui cimitir. 
Discul recuperat s-a dovedit a fi o capcană întinsă de Facțiunea a Treia. Când discul a fost citit acesta a explodat, infectând câțiva agenți cu un gaz foarte toxic. Din această cauză, la APO se inițiază procedura de închidere temporară; nimeni nemaiputând intra sau ieși pentru 36 de ore.
Marshall, care întârzie la lucru, ajunge în parcare pentru a fi informat că sediul APO este închis temporar din cauza infectării cu un gaz toxic și că Sydney este blocată într-un sicriu undeva în Cuba. Pentru că Marshall este singurul care nu este închis în interiorul sediului APO, el este trimis în Havana pentru a o găsi pe Sydney. Folosind un dispozitiv de localizare a telefonului ei mobil și un satelit cu imagini termale, Marshall o găsește pe Sydney inconștientă, dar în viață. Misiunea lui Marshall și a lui Sydney se prelungește la Berlin, unde un se găsește bărbatul care le-a dat discul fals. Pentru ca acel bărbat știe cum arată Sydney, Marshall este trimis să ia o copie a informațiilor. Marshall, neintenționat, îl împușcă și îl omoară. Prin telefon, Jack îl dirijează pe Marshall cum să scoată ochiul omului ucis, pentru a putea accesa o stație unde sunt localizate informațiile de care au nevoie. După ce obține o copie a discului, Sydney și Marshall se reîntâlnesc și se reîntorc în Los Angeles. 

### Titluri internaționale
- Germană: Dienstag
- Franceză: Le fantôme

## Nightingale
Data originală de difuzare: 6 aprilie, 2005
- Regizat de: Lawrence Trilling
- Scris de: Breen Frazier

În timp ce încearcă să găsească informații despre tatăl lui Vaughn, Vaughn și Sydney descoperă că "Privighetoarea" este o armă moleculară localizată într-un reactor nuclear din Siberia. Sloane și Jack știu despre legătura pe care proiectul "Privighetoarea" o are cu Elena Derevko. Cei doi îi folosesc mai târziu pe Sydney și Vaughn ca să aducă informațiile găsite la APO. 
Între timp, un străin misterios se întâlnește cu Vaughn la bibliotecă și îi promite informații despre tatăl lui, in schimbul bobinei "Privighetorii". Vaughn, Sydney și Jack merg în Siberia pentru a opri pentru totdeauna proiectul "Privighetoarea" și pentru a recupera bobina. Sydney devine prinsă în camera cu dispozitivul "Privighetoarea", iar Jack, Vaughn și Marshall încearcă să o elibereze din trei locuri diferite; in final Jack oprește miezul reactorului manual, expunându-se unui nivel ridicar de radiații. Cu ajutorul lui Sydney, Vaughn dispare cu bobina pentru a afla mai multe despre tatăl său. 

### Titluri internaționale
- Franceză: Contre-mission
- Germană: Nachtigall

## Pandora
Data originală de difuzare: 13 aprilie, 2005
- Regizat de: Lawrence Trilling
- Scris de: Breen Frazier

Vaughn ajunge la o înțelegere cu bărbatul misterios pe care l-a întâlnit în episodul trecut. Vaughn atacă împreună cu o echipă un transport al unui artefact Rambaldi (aflat în posesia CIA-ului), în schimbul unor informații despre tatăl său, Bill Vaughn. În timpul misiunii, Vaughn este forțat să îl împuște pe Dixon. 
Între timp, Nadia o informează pe Sydney că a vizitat-o în secret pe Katya Derevko. Când Sydney o confruntă pe Katya, află că Irina nu a vrut să o omoare. Sydney găsește un mesaj de la mama ei, ascuns într-o cutie muzicală. Mesajul este un număr pentru un cont bancar pe numele lui Arvin Sloane.
Vaughn află că tatăl lui a fost mort tot acest timp și că toate pistele, incluzând jurnalul, au fost falsificate de Sloane. În finalul episodului, cineva se adresează unui alt bărbat cu numele de "Domnul Sloane". 
Notă: Joel Grey joacă rolul lui "Arvin Sloane".

### Titluri internaționale
- Germană: Pandora
- Franceză: Haute voltige

## Another Mister Sloane
Data originală de difuzare: 20 aprilie, 2005
- Regizat de: Greg Yaitanes
- Scris de: Luke McMullen

O fiziciană este răpită în Cracovia de oamenii lui "Arvin Clone". Sub arest, Roberts îl contactează pe subalternul lui "Arvin Clone", pentru a programa o întâlnire, cu scopul de vinde bobina necesară construirii unui aparat Rambaldi. Dar, întâlnirea nu se desfășoară după plan, deoarece Roberts este ucis, iar bobina furată. Sloane îi convinge pe toți că un impostor este responsabil pentru întâmplările recente. După ce îi promite Nadiei că este demn de încredere, Sloane este lăsat să intre la DCS, ca să a examineze artefactele Rambaldi pentru a determina următoarea mișcare a impostorului. Sloane, în timpul misiunii de a-l opri pe impostor, omoară un om deoarece acela credea că tehnologia lui Rambaldi se referea numai la viața veșnică. Impostorul scapă, dar sursa de putere (o sferă imensă văzută și în episodul Almost 30 Years) construită de el rămâne. 
Notă: Joel Grey joacă rolul lui "Arvin Clone".

### Titluri internaționale
- Franceză: Sloane et Sloane
- Germană: Zweites Ich

## A Clean Conscience
Data originală de difuzare: 27 aprilie, 2005
- Regizat de: Lawrence Trilling
- Scris de: J.R. Orci

Jack se întâlnește cu un doctor care ar putea să îl vindece de expunerea la radiații, dar, din păcate, doctorul nu are niciun remediu și îi sugerează să îi spună adevărul lui Sydney. Sophia, femeia care a avut grijă de Nadia în trecut, o sună și apoi vine la Los Angeles. Sophia pretinde că a fost bătută de cineva care o căuta pe Nadia. Între timp, Vaughn și Dixon merg într-o misiune în Amsterdam, pentru a găsi un agent, care s-ar putea să fi trădat CIA-ul. Sloane îl pune pe Marshall -fără știrea celorlalți- să găsească mai multe informații despre Sophia, pentru a fi sigur că spune adevărul, dar Sydney află. În finalul episodului se dezvăluie faptul că cineva le supraveghea pe Sydney și pe Nadia, de când erau mici și că acea persoană a obținut numeroase informații despre ele. Apoi este arătat faptul că Sophia este acea persoană, care de fapt este Elena Derevko.
Note: Sonia Braga joacă rolul Elenei Derevko. Michael McKean joacă rolul doctorului Liddell.

### Trivia
- Când Sydney și Nadia merg la aeroport, se face anunțul că "Liniile Aeriene Oceanice" cu destinația Sydney sunt gata de plecare. "Liniile Aeriene Oceanice" sunt linii aeriene fictive, folosite de J.J. Abrams și în serialul Lost.

### Titluri internaționale
- Germană: Reines Gewissen
- Franceză: En sursis

## Mirage
Data originală de difuzare: 4 mai, 2005
- Regizat de: Brad Turner
- Scris de: Steven Kane

Jack a avut halucinații în care îl vizita pe Dr. Atticus Liddell, un om pe care Jack l-a ascuns în 1981. Liddell este specializat în terapia pentru radiații și este considerat singurul om capabil să îl ajute pe Jack, dar nimeni nu știe unde se află Dr. Liddell în afară de Jack. Când Jack se trezește în spital, crede că Sydney este fosta lui soție, Laura. Sloane îi cere apoi lui Sydney să se dea drept mama ei pentru a obține informații despre locația Dr. Liddell. O casă falsă este construită pentru a arăta ca și fosta lui casă din anul 1981. Jack îi dezvăluie "Laurei" că îl ascunde pe Liddell la Helsinki. După aceea, Sydney îl găsește pe Dr. Liddell și îl aduce la APO pentru a-l ajuta pe Jack.
Sophia fură Hydrosek-ul -recuperat mai înainte de Sydney-, apoi își omoară aliatul. 
Notă: Michael McKean joacă rolul doctorului Liddell.

### Titluri internaționale
- Germană: Trugbild
- Franceză: Rêve empoisonné

## In Dreams...
Data originală de difuzare: 11 mai, 2005
- Regizat de: Jennifer Garner
- Scris de: Jon Robin Baitz

"Arvin Clone" fură o orhidee Rambaldi de la o mănăstire, pentru a crea un drog cu scopul de a distruge agresivitatea oamenilor (Dispozitivul Mueller poate anula efectele acestui drog, sporind agresivitatea). Se descoperă faptul că "Arvin Clone" este produsul unui experiment condus de un specialist la SD-6. Sloane a contaminat rezerva de apă mondială când a creat Omnifam, iar cu orhideea furată, drogul pentru neagresivitatea ar putea fi răspândit în întreaga lume. Echipa se hotărăște să îi readucă lui "Arvin Clone" memoria sa de dinainte, prin imprimarea celei mai dureroase amintiri a lui Sloane -originea obsesiei lui pentru Rambaldi. Sloane își rememorează viața de pe vremea când Emily a pierdut sarcina cu copilul lor, Jacquelyn. 
Notă: Amy Irving joacă rolul lui Emily Sloane. 

### Titluri internaționale
- Germană: Wer bin ich?

## The Descent
Data originală de difuzare: 18 mai, 2005
- Regizat de: Jeffrey Bell
- Scris de: Jeffrey Bell

Elena Derevko organizează un raid asupra clădirii DCS și fură toate artefactele Rambaldi. Arvin Sloane rememorează o întâmplare petrecută anul trecut, în care el și Nadia Santos îl vizitau pe singurul om care știa cum să asambleze artefactele lui Rambaldi. În prezent, când Sloane și Sydney ajung la ascunzătoarea acelui om, îl găsesc mort -ucis de Elena. Apoi, Sloane o trădează pe Sydney și își unește forțele cu Elena Derevko. 
Pentru a o găsi pe Elena și pe Sloane, Jack Bristow o vizitează pe Katya Derevko și îi promite că va face tot ce îi stă în putință să o elibereze, în schimbul unor informații. Dixon, Nadia și Sydney se infiltrează în ascunzătoarea Elenei, unde Dixon este împușcat de Elena -dar nu înainte de a o vedea pe Irina Derevko în viață.

### Titluri internaționale
- Germană: Abstieg
- Franceză: De Charybdis

## Search And Rescue
Data originală de difuzare: 18 mai, 2005
- Regizat de: Lawrence Trilling
- Scris de: Monica Breen, Alison Schapker

Episodul începe cu o secvență din trecut (acum 18 luni), în care Jack o omoară pe Irina. Totuși, se descoperă că nu Irina a fost cea omorâtă, ci o dublură a acesteia, creată prin folosirea Proiectului Helix. "Moartea Irinei" a fost doar o parte din planul elaborat al Elenei Derevko, în care Jack trebuia să omoare dublura, pentru a-i face pe toți să creadă că Irina este moartă. Știind că Irina trăiește, Jack, Sydney și Nadia organizează o căutare și salvare a acesteia în Guatemala, unde au aflat că este ținută. 
În acest timp, un aparat cunoscut sub numele de Dispozitivul Mueller este construit în Sovogda, Rusia, fapt care provoacă o revoltă generală a populației. Irina este singura persoană care știe cum să-i oprească pe Elena și pe Sloane. Echipa ajunge în Sovogda și are doar patru ore la dispoziție -până la atacul aerian ordonat de autoritățile rusești- pentru a opri dispozitivul, fără a-l face să elimine o mare cantitate de toxine. 
Notă: Lena Olin joacă rolul Irinei Derevko.

### Titluri internaționale
- Germană: Befreiung
- Franceză: ...en Scylla

## Before The Flood
Data originală de difuzare: 25 mai, 2005
- Regizat de: Lawrence Trilling
- Scris de: Josh Appelbaum, André Nemec

Echipa ajunge în Sovogda, unde descoperă că majoritatea cetățenilor sunt morți. Dispozitivul Mueller se află deasupra celei mai înalte clădiri din oraș, unde Elena și Sloane fac ultimele pregătiri pentru realizarea scopului lor -împlinirea profeției lui Rambaldi. Forțele aeriene rusești vor lansa un atac aerian în curând, iar atunci Elena va activa și transmite semnalul lui Rambaldi în întrega lume, provocând aceleași urmări ca și în Sovogda -datorită apei infectate. 
Sloane o "trădează" pe Elena și conduce echipa la ea. Elena este capturată, iar apoi Irina o face să-i spună care fir trebuie tăiat pentru a dezactiva dispozitivul Mueller. Elena îi spune să taie firul alb, iar Irina, după ce o omoară pe Elena, îi spune lui Sydney să taie firul albastru. 
Nadia este infectată atunci când Elena a injectat-o cu apă de la robinet, pentru a o împiedica pe Sydney să oprească dispozitivul. Sloane o împușcă pe Nadia pentru a-i salva viața lui Sydney. Apoi dispozitivul Mueller se transformă în apă și distruge clădirea, dar echipa reușește să scape. După aceea, Jack o lasă pe Irina să plece. 
Sfârșitul episodului îi prezintă pe Sydney și pe Vaughn într-o mașină, mergând într-o vacanță în Santa Barbara, unde plănuiesc să se căsătorească. După ce a fost sfătuit de Irina să nu aibă o căsătorie plină de minciuni ca și a ei cu Jack, Vaughn îi spune lui Sydney că nu vrea să îi mai ascundă niciun secret. În timp ce conduce, el îi spune lui Sydney că numele lui adevărat nu este Michael Vaughn și că desemnarea lui ca agent de legătură al ei nu a fost un accident; totuși, înainte de a-i explica toate acestea, mașina lor este lovită în partea șoferului de un alt vehicul. 

### Titluri internaționale
- Germană: Vor der Flut
- Franceză: Il Diluvio